# Розе, Герхард
Герхард Август Генрих Розе (нем. Gerhard August Heinrich Rose; 30 ноября 1896, Данциг — 13 января 1992, Обернкирхен, Нижняя Саксония) — нацистский врач, специалист в области тропической медицины, военный преступник. Во время Третьего рейха был руководителем отделения тропической медицины в институте имени Роберта Коха, советник руководителя санитарной службы люфтваффе. Один из обвиняемых на Нюрнбергском процессе над врачами. Нацистский преступник.

## Биография
Родился в семье почтового служащего. После окончания гимназии изучал медицину в военно-медицинской академии имени кайзера Вильгельма, а также в университетах Берлина и Бреслау. Сдал на отлично государственные экзамены и 16 мая 1922 года получил диплом врача. В 1921 году вступил в добровольческие отряды Росбаха, которые, согласно его высказыванию, являлись «защитой от польской экспансии в Верхней Силезии» (нем. Abwehr des polnischen Einfalls in Oberschlesien).
С 1922 по 1926 год Розе последовательно работал ассистентом в институте имени Роберта Коха в Берлине, в институте гигиены в Базеле и на кафедре анатомии университета Фрайбурга. В 1926 году переехал в Гейдельберг, где открыл частную практику и одновременно работал в хирургическом отделении местного университета.
В 1929 году Розе покинул Германию и переехал в Китай, где стал медицинским советником правительства Гоминьдан. В декабре 1929 года был назначен директором организации здравоохранения провинции Чжэцзян и одновременно советником по медицине министра внутренних дел Чжэцзян.
1 ноября 1930 года Розе вступил в НСДАП (партийный билет 346 161).
Вследствие японо-китайской войны Розе в сентябре 1936 года вернулся в Германию, где стал заведующим отделения тропической медицины института имени Роберта Коха в Берлине. В сентябре 1938 года Розе начал преподавать тропическую гигиену и тропическую медицину в Берлинском университете. 1 февраля 1943 года стал вице-президентом института имени Роберта Коха.
В 1939 году стал сотрудником санитарного отдела люфтваффе. В этом же году вступил в испанский Легион «Кондор». Под конец войны Розе стал генералом врачебной службы. Арестован союзниками 8 мая 1945 года.
В августе 1942 года женился. Имел одного ребёнка.

## Исследования малярии
Предпосылкой исследования малярии была гипотеза, высказанная ещё в 1917 году австрийским психиатром Юлиусом Вагнером-Яуреггом, что заражение малярийным плазмодием оказывает лечебное действие у больных с прогрессирующим параличем и шизофренией.
В период между 1941 и 1942 годами Розе произвёл заражение 110 больных малярийным плазмодием, из которых несколько вследствие этих опытов погибло. Эти опыты проводились во время акции Т-4, которая предполагала эвтаназию (умерщвление) детей с пороками развития и душевнобольных. Розе обратился непосредственно к организатору этой программы Виктору Браку с просьбой разрешить ему проведение экспериментов над людьми подлежащими умерщвлению.
Под руководством Розе с января 1942 года над заключёнными концлагеря Дахау его учеником Клаусом Шиллингом производились опыты по созданию вакцины от малярии.

## Исследования сыпного тифа в концлагерях
Создание гетто и лагерей для военнопленных с отсутствием в них нормальных санитарных условий привели к возникновению в них эпидемии сыпного тифа. Когда данное инфекционное заболевание стало также распространяться и вне мест заключения, а также в войсках, начали предприниматься исследования по созданию вакцины от данного заболевания.
Сохранилось письмо в котором Розе просит Мруговского разрешить проведение экспериментов над заключёнными Бухенвальда.
17 марта 1942 года Розе посетил Бухенвальд. В целом около 1000 заключённых Бухенвальда были заражены сыпным тифом, из них около 250 погибло. Многие из выживших, вследствие перенесённого заболевания в дальнейшем страдали от снижения памяти, патологической жажды, различных фобий, бессонницы, головных болей, облысения и импотенции.

## Нюрнбергский процесс над врачами
За преступления против человечности и военные преступления приговорён к пожизненному заключению — 31 января 1951 года срок был снижен до 15 лет. Досрочно освобождён 3 июня 1955 года.

## Жизнь после освобождения
После освобождения Розе длительное время работал на фабрике по производству бутылок в Оберкирхене.
Впоследствии научные заслуги (по исследованиям не на людях) Розе были оценены и в 1977 году он удостоился медали Пауля Шурманна.